# Creepshow
Série
Creepshow 2
(1987)
Pour plus de détails, voir Fiche technique et Distribution.
Creepshow ou Histoires à mourir debout au Québec est un film à sketches horrifique américain réalisé par George A. Romero et sorti en 1982.

## Synopsis
Cinq sketches alliant humour noir et frissons composent ce film à l'esthétique proche des comics américains : un vieillard mort sort de sa tombe pour aller chercher son gâteau de fête des pères ; un fermier simple d'esprit est envahi par une herbe vorace ; un mari jaloux noie sa femme et son amant ; un monstre croupissant sous un escalier d'une université tombe à point nommé pour un professeur d'anglais timide haïssant sa femme ; un PDG maniaque est envahi de cafards dans son local immaculé.

## Fiche technique
- Titre original et français : Creepshow
- Titre québécois : Histoires à mourir debout
- Réalisation : George A. Romero
- Scénario : Stephen King
- Musique : John Harrison
- Photographie : Michael Gornick
- Montage : Pasquale Buba, Paul Hirsch, George A. Romero (segment Tide) et Michael Spolan

Assistant de montage : Joe Stillman
- Décors : Cletus Anderson
- Costumes : Barbara Anderson
- Production : Richard P. Rubinstein et Salah M. Hassanein
- Sociétés de production :  Laurel-Show et Creepshow Films
- Sociétés de distribution : Warner Bros. Entertainment (États-Unis) ; Laurel Entertainment (hors États-Unis)
- Budget : 8 millions de dollars[1] (6 millions d'euros)
- Affiche française : Laurent Melki
- Pays de production :  États-Unis
- Langue originale : anglais
- Format : Couleurs - 1,85:1 - Dolby - 35 mm
- Genre : Comédie horrifique
- Durée : 120 minutes
- Dates de sortie : 
  - États-Unis : 12 novembre 1982
  - France : 22 juin 1983
- Film interdit aux moins de 13 ans lors de sa sortie en salles en France, mais interdit aux moins de 12 ans de nos jours.
- Affiche : Laurent Melki (France)

## Distribution

### Prologue et épilogue
- Joe King (VF : Jackie Berger) : Billy
- Iva Jean Saraceni (VF : Janine Freson) : la mère de Billy
- Tom Atkins (VF : Jean-Paul Coquelin) : Stan le père de Billy (non crédité)
- Marty Schiff : éboueur 1
- Tom Savini : éboueur 2

### Segment 1La Fête des pères(Father's Day)
- Carrie Nye (VF : Jacqueline Porel) : Sylvia Grantham
- Viveca Lindfors : Bedelia Grantham
- Ed Harris (VF : Jean Roche) : Hank Blaine
- Warner Shook (VF : Philippe Mareuil) : Richard Grantham
- Elizabeth Regan (VF : Anne Kerylen) : Cass Blaine
- Jon Lormer (VF : Henry Djanik) : Nathan Grantham
- John Amplas : Nathan Grantham (mort-vivant)
- Nann Mogg (VF : Jane Val) : Mme Danvers

### Segment 2La Mort solitaire de Jordy Verrill(The Lonesome Death of Jordy Verrill)
- Stephen King (VF : Marc François) : Jordy Verrill
- Bingo O'Malley (VF : Serge Lhorca) : le père de Jordy
- John Colicos (VF : Serge Lhorca) : le docteur (non crédité)

### Segment 3Un truc pour se marrer(Something To Tide You Over)
- Leslie Nielsen (VF : Yves Massard) : Richard Vickers
- Ted Danson (VF : François Leccia) : Harry Wentworth
- Gaylen Ross : Becky Vickers

### Segment 4La Caisse(The Crate)
- Hal Holbrook (VF : Roger Rudel) : le professeur Henry Northrup
- Adrienne Barbeau (VF : Béatrice Delfe) : Wilma "Billie" Northrup
- Fritz Weaver (VF : Vania Vilers) : le professeur Dexter Stanley
- Don Keefer (VF : Jacques Deschamps) : Mike
- Christine Forrest : Tabitha Raymond
- Chuck Aber (VF : Guy Chapellier) : Richard Raymond
- Cletus Anderson (VF : Jacques Ebner) : l'hôte
- Katie Karlovitz : l'employée de maison
- Robert Harper  : Charlie Gereson
- Daryl Ferrucci : Fluffy, la créature (Non crédité)

### Segment 5Ça grouille de partout(They're Creeping Up On You)
- E. G. Marshall (VF : Philippe Dumat) : Upson Pratt
- David Early (VF : Sady Rebbot) : White
- Gwen Verdon : Lenora Castonmeyer

## Accueil
Le film a connu un certain succès commercial, rapportant au box-office un peu plus de 21 000 000 $ en Amérique du Nord pour un budget de 8 000 000 $.
Le box-office à Paris s'élève à 129 551 entrées, en 6 semaines. Le box-office en Province est de 22400 entrées sur 12 villes en 1re semaine.
Il a reçu un accueil critique plutôt favorable, recueillant 69 % de critiques positives, avec une note moyenne de 6,3/10 et sur la base de 29 critiques collectées, sur le site agrégateur de critiques Rotten Tomatoes.

## Autour du film
- Le tournage s'est déroulé à Berkeley Township, Monroeville, Philadelphie, Pittsburgh, ainsi qu'à l'Université Carnegie-Mellon.
- Il s'agit du premier scénario écrit par l'écrivain américain Stephen King exclusivement pour un film.
- Stephen King et George Romero se sont inspirés des comics publiés par EC Comics[4] et de l'écrivain Edgar Allan Poe.
- Le film a été adapté en bande dessinée par Stephen King et Berni Wrightson. En France, cette adaptation a été publiée aux éditions Albin Michel en 1983, puis en 1985. Ces deux éditions sont épuisés depuis longtemps et étant très recherchées par les collectionneurs cette BD est devenue un véritable objet de collection. Soleil Production ressortira cette BD en février 2011[5].
- Gaudeamus igitur, le chant international des étudiants, est ici interprété par Christian Wilhelm Kindleben.
- Les maquillages sont l'œuvre de Tom Savini, qui fait également une petite apparition en tant qu'éboueur dans l'épilogue.
- Adrienne Barbeau, Tom Atkins et E.G. Marshall retourneront tous trois sous la direction de Romero dans Deux yeux maléfiques (1990).
- Gaylen Ross, qui incarne l'épouse de Leslie Nielsen dans le troisième segment du film avait tourné sous la direction de Romero dans le film Zombie (1978), où elle tenait le premier rôle féminin.
- La créature dans le quatrième segment « La caisse » est surnommée « Fluffy » par George A. Romero.

## Bande originale
1. Prologue - Welcome To Creepshow
2. Father's day
3. The Lonesome Death Of Jordy Verrill
4. Something To Tide You Over
5. The Crate
6. They're Creeping Up On You
7. Epilogue
8. Until Next Time

- Maxi 45 tours "Creepshow Dance" (1983)

## Distinctions
- Nomination au prix du meilleur film d'horreur et de la meilleure affiche pour Johann Costello, par l'Académie des films de science-fiction, fantastique et horreur en 1983.